# Enigmilichia dimorphica
Enigmilichia dimorphica är en tvåvingeart som beskrevs av Deeming 1981. Enigmilichia dimorphica ingår i släktet Enigmilichia och familjen sprickflugor. Enigmilichia dimorphica är den enda kända arten inom släktet Enigmilichia.

## Utbredning
Arten är endast känd från Nigeria.